# Clair Norris

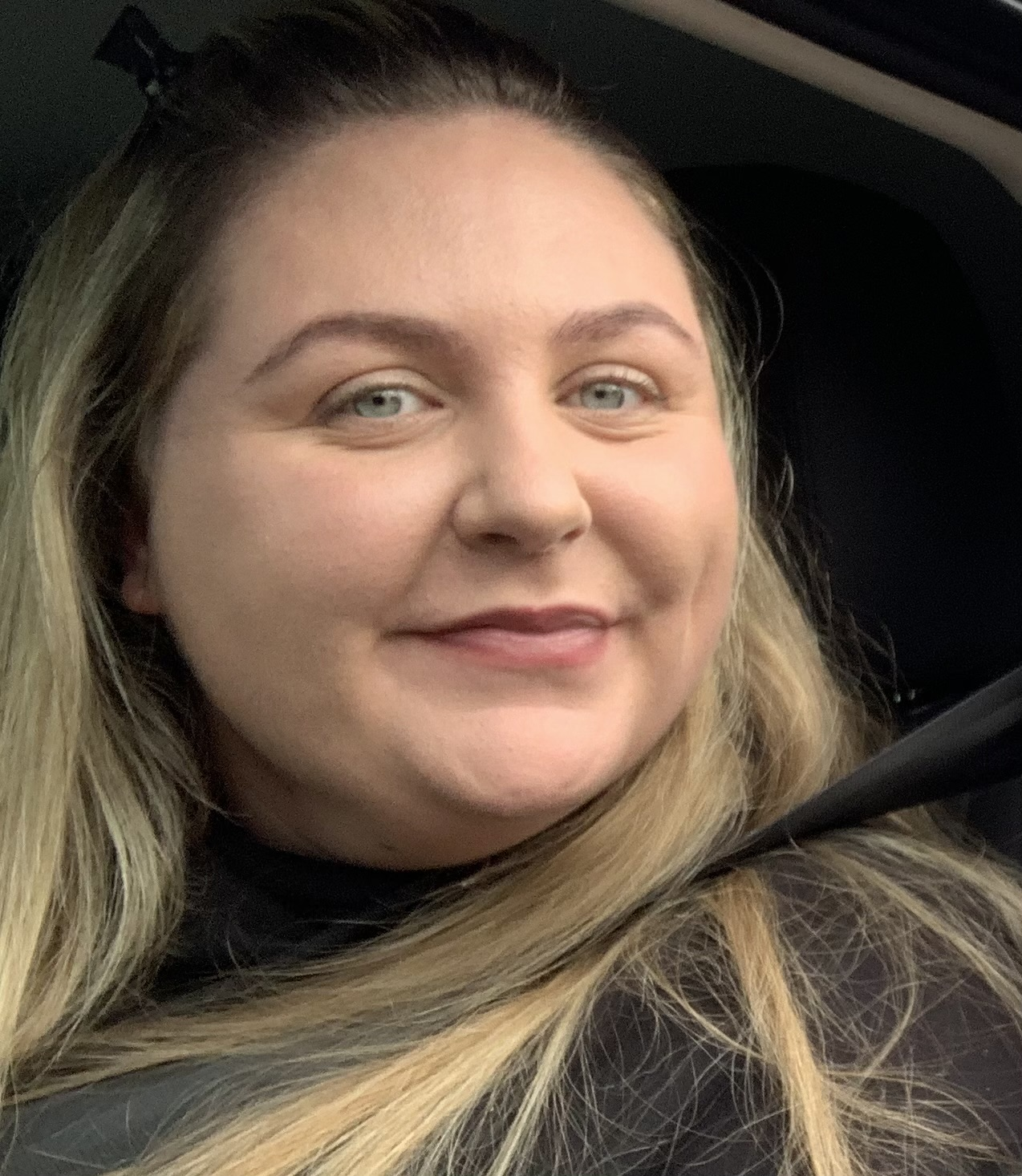
Ellie Dadd

Clair Hayley Norris (* 30. Dezember 1997 in London) ist eine britische Schauspielerin.

## Leben und Karriere
Norris wurde am 30. Dezember 1997 in London geboren. Sie besuchte das Miskin Theatre am North Kent College. Seit 2017 spielt sie die Rolle der Bernadette Taylor in der BBC-Seifenoper EastEnders. Im April 2022 moderierte sie eine Dokumentation Obesity: Who Cares if I'm Bigger?.  Im selben Jahr war sie jeweils in einer Folge in Bloods und in Tell Me Everything zu sehen.
Norris seit 2018 mit Lewis Wood liiert.

## Filmografie
Filme
- 2022: Obesity: Who Cares if I'm Bigger?

Serien
- seit 2017: EastEnders
- 2022: Bloods
- 2022: Tell Me Everything

Sendungen
- 2021: The Weakest Link